# 欧仁·沃洛
欧仁·沃洛（Eugène Vaulot，1923年6月1日—1945年5月2日）是第二次世界大战期间武装党卫队中的一名法国人，军衔为親衛隊下級小隊領袖，曾被授予騎士鐵十字勳章。

## 生平
欧仁·沃洛于1923年生于巴黎。他接受过管道供暖技术训练，之后于1941年志愿加入对抗布尔什维主义的法國反布爾什維克主義志願軍團，并参加了东线的战斗。1942-43年，他在志愿军团的1连中服役。后来他获颁二级铁十字勋章，之后又因伤丧失战斗力，不得不于1943年离开了法國反布爾什維克主義志願軍團，当时军衔为下士。
1944年，欧仁·沃洛志愿进入納粹德國海軍服役，所属部队为6th Company，28thSchiffstammabteilung。1944年9月，法國反布爾什維克主義志願軍團和法国突击旅的剩余人员组成了一支新部队，名为党卫军“查理曼”掷弹兵旅。欧仁·沃洛以親衛隊下級小隊領袖的军衔转移到了这支新部队。这支部队中还有来自西边的逃脱了西方盟军的法国通敌者、来自德国海军的法国人、國家社會主義汽車軍團成员、托特組織成员以及非常招人恨的法兰西民兵秘密警察成员。
1945年2月，“查理曼”掷弹兵旅被正式升级为师，并被重命名为党卫军第33“查理曼”掷弹兵师（法国第一）。当时该师的兵力为7340人。查理曼师被部署到波兰于苏联红军作战，但在2月25日，该师于波美拉尼亞的哈默施泰因（今日为波兰波美拉尼亚省的恰尔内）遭到了苏联白俄罗斯第1方面军的攻击。苏军将这个法国师分割包围进了3个包围圈，其中只有由党卫军親衛隊旅隊領袖Gustav Krukenberg指挥的一部分部队没有被歼灭，该部队在被德国海军经海路撤至丹麦后被派往新施特雷利茨进行休整。欧仁·沃洛就在这群人之中  ，他因“在战斗中凭借优异表现脱颖而出”而获颁一级铁十字勋章。

### 柏林，1945
1945年4月，大约有350名法籍人员志愿加入柏林戰役，他们所属的部队被称为查理曼大帝突击营。欧仁·沃洛也在柏林加入了这支部队。在战斗中，欧仁·沃洛在柏林的新克尔恩击毁了两辆坦克。4月28日，红军对柏林市中心区发起了全面攻势。战斗非常激烈，查理曼大帝突击旅所处的德國總理府区域位于战区中心。在元首地堡附近，欧仁·沃洛使用铁拳反坦克榴弹发射器又击毁了6辆坦克。4月29日，党卫军旅队领袖Krukenberg将一枚騎士鐵十字勳章颁给了欧仁·沃洛。
欧仁·沃洛没有活到柏林战役结束，他在获得骑士铁十字勋章的三天后阵亡。5月2日凌晨，欧仁·沃洛当时正和一群德军士兵试图突破苏军对柏林的包围圈。这群人在穿过柏林市中心的蒂尔加滕公园后，在通往夏洛滕堡大街的路上遭到了苏军的猛烈阻击。据Krukenberg的战后证词，欧仁·沃洛在战斗中被蘇聯红军狙擊手射杀，当时距柏林市正式投降仅有几个小时。